# Menipea patagonica
Menipea patagonica är en mossdjursart som beskrevs av Busk 1852. Menipea patagonica ingår i släktet Menipea och familjen Candidae. Inga underarter finns listade i Catalogue of Life.